# بفونغسشتات
فونغزاشتات (بالألمانية: Pfungstadt) هي بلدة، مدينة و بلدة ألمانية تقع في ألمانيا في منطقة دارمشتات ديبورغ ‏. يقدر عدد سكانها بـ 24,790 نسمة .

## المدن التوأمة
مدن Hévíz Spa، Retford، فيليني فالدارنو و جراديجنان هي مدن توأمة لـفونغزاشتات.